# Ledakinie
Ledakinie – dawny folwark i zaścianek na Litwie, w okręgu uciańskim, w rejonie ignalińskim, w gminie Łyngmiany.

## Historia
W czasach zaborów zaścianek rządowy w powiecie święciańskim, w guberni wileńskiej Imperium Rosyjskiego. W 1866 roku miał 6 mieszkańców w 1 domu. 
W dwudziestoleciu międzywojennym zaścianek i folwark leżały w Polsce, w województwie wileńskim, w powiecie święciańskim, w gminie Kołtyniany.
W 1931:
- zaścianek w 1 domu zamieszkiwały 2 osoby[2].
- folwark w 3 domach zamieszkiwało 5 osób[2].

Miejscowość należała do parafii rzymskokatolickiej w Kołtynianach. Podlegała pod Sąd Grodzki w Święcianach i Okręgowy w Wilnie; właściwy urząd pocztowy mieścił się w Kołtynianach.